# Longues rênes

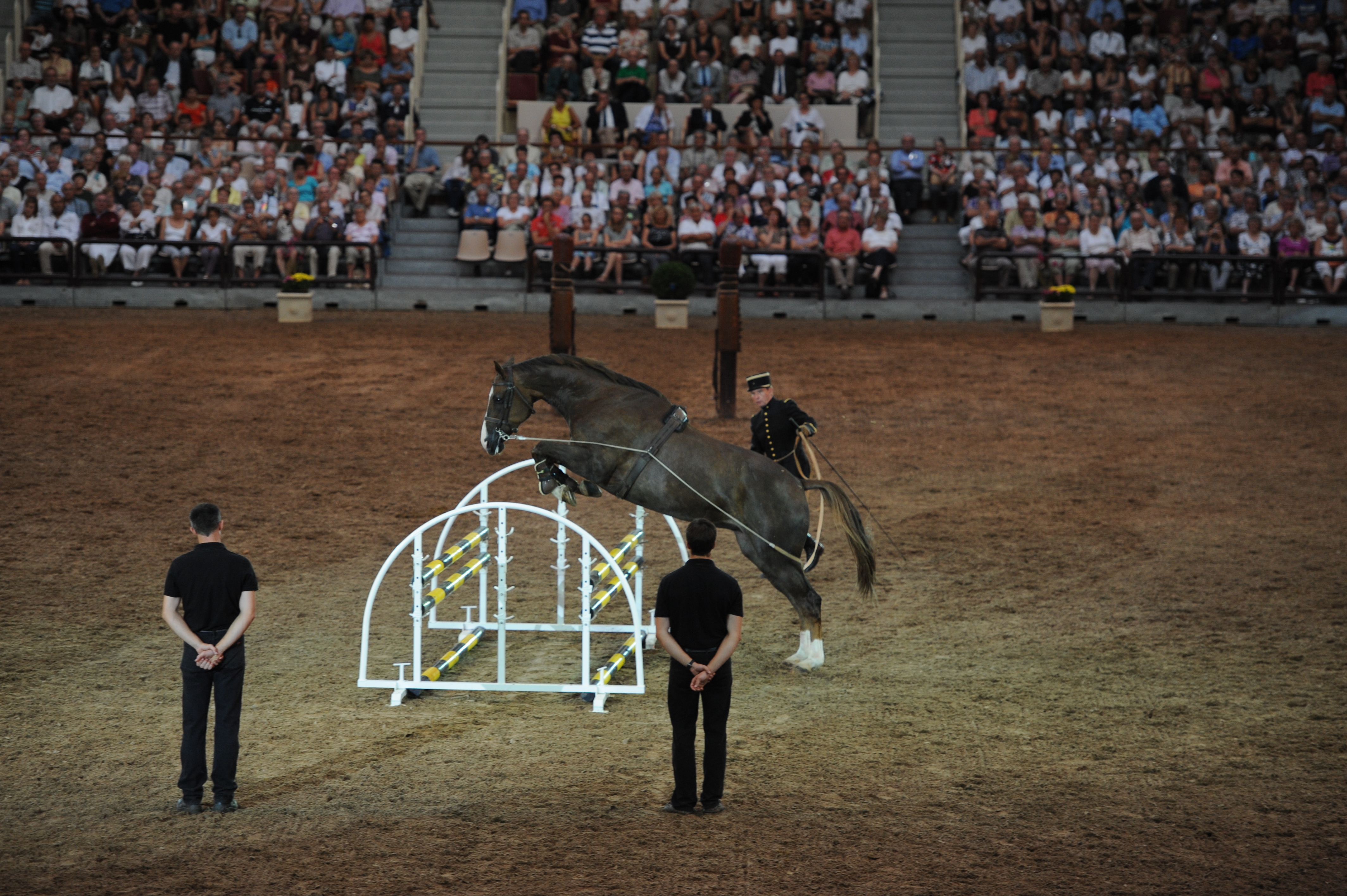
Travail aux longues rênes au cadre noir.

Les longues rênes sont un instrument de dressage du cheval. Le dresseur se sert de ces rênes pour lui donner des indications sans être sur son dos ni dans un attelage. On peut agir plus facilement sur les postérieurs qu'en longe.

## Histoire
L'origine de cette technique remonte à la Renaissance. Les longues rênes apparaissent dès lors à cette époque comme complémentaires aux piliers.
C'est un écuyer de l'école italienne qui décrit le premier cette technique : Federico Mazzucchelli (1747-1805) . Il en présente l'emploi avec une bride et un type particulier de caveçon qui s’apparente à un hackamore et qui permet au cavalier de diriger le cheval en se plaçant derrière lui comme s’il était attaché à une charrette

## Utilité des longues rênes
L'objectif des écuyers du XVIIIe siècle est de rassembler le cheval au mieux afin de disposer d'une monture parfaitement mobile en temps de guerre. L'apprentissage du rassembler n'est pas simple et comporte parfois des risques pour le dresseur. Il est donc parfois plus aisé d'employer ce moyen pour y parvenir.
Avec le temps, d'autres avantages ont été perçus dans l'emploi des longues rênes. 
- Elles permettent d'assouplir le cheval grâce notamment à tout le travail des déplacements latéraux.
- Si un surfaix est utilisé, il est possible de laisser le cheval partir en doubles longes. Utile pour les détentes, allongements, passages d'engins comme l'obstacle (voir photo Cadre Noir de Saumur plus haut).
- Elles sont un excellent moyen pour préparer le jeune cheval à son débourrage, en manège comme en promenade.
- Elles permettent l'initiation à l'attelage et au débardage.
- Le ski joëring.

Le sentiment généralement partagé par les dresseurs avertis est que l'absence du poids du cavalier permet d'habituer le cheval à prendre un meilleur équilibre, une meilleure posture. On dit qu'il n'est pas gêné. Cependant, il y a d'autres avantages :
- La vision qu'a le dresseur à pied, chose que le cavalier n'a pas vraiment puisqu'il est au-dessus de sa monture, à moins de disposer de beaucoup de miroirs dans le manège et/ou d'un entraîneur.
- La mobilité de la badine. Elle peut toucher le cheval à beaucoup plus d'endroits que quand elle est tenue par un cavalier en selle.

## Différentes manières de pratiquer les longues rênes
Avec ou sans surfaix. 
- Le surfaix permet de laisser le cheval passer en doubles longes autour de soi pour un allongement, une détente ou le franchissement d'un obstacle plus aisément.
- Il est souvent utilisé pour les grands chevaux (comme le selle français à Saumur).
- Il peut servir à fixer des enrênements (élastiques, poulies, leviers type triangle et rênes allemandes, pessoa...).
- Les anneaux les plus élevés sont utilisés pour équilibrer le cheval, ce qui évite de lever les bras en permanence.

La position du dresseur peut varier également.
- Derrière contre le cheval.
- Derrière à distance (sécurité).
- À côté de la croupe du cheval, d'un côté à l'autre selon l'exercice demandé.

## Les longues rênes aujourd'hui
Pour le grand public, la notion de rassembler liée aux longues rênes s'est quelque peu effacée au profit d'une pratique plus axée sur la relation à pied avec sa monture. Les longues rênes deviennent une discipline dans l'équitation de loisir.
Cependant, les grandes écoles européennes (L'École espagnole de Vienne, Le Cadre Noir de Saumur, L'École Royale Andalouse d'Art Équestre, L'École portugaise d'Art Équestre) continuent à travailler des chevaux en longues rênes comme les anciens. Leurs présentations comportent d'ailleurs toujours au moins un numéro de longues rênes. L'exécution d'exercices et d'airs relevés de niveau Grand Prix au moyen des deux seules rênes sont une performance qui n'échappe pas au public présent lors de ces occasions.
En compétition de dressage de haut niveau, beaucoup de chevaux ont des séances de travail à pied (longues rênes...) dans leur programme d'entraînement.

## Inventaires des méthodes de travail à pied
Le dresseur faisant appel aux longues rênes a souvent recours à d'autres méthodes de travail à pied. La discipline n'est pas cloisonnée.
- Rênes courtes : travail près du cheval au moyen d'un bridon (ou bride complète). Souvent pour le piaffer et les assouplissements. Également les flexions et décontractions (voir François Baucher)
- Doubles longes : le cheval est équipé de longues rênes mais tourne autour du dresseur. Utile pour franchir un obstacle.
- Longe simple : travail de la voix et gestuelle (positionnement du corps notamment). Souvent utilisée pour détendre un cheval ou l'habituer aux commandements à la voix. La tension de la longe est le seul lien matériel permettant de régler le cheval.
- Liberté : voix et gestuelle. Dans un rond de longe ou pas. Travail du leader (chuchoteurs américains) et/ou travail sur la relation.
- Piliers : piaffer et sauts d'école.